# 红堡镇
红堡镇，是中华人民共和国甘肃省天水市清水县下辖的一个乡镇级行政单位。

## 行政区划
红堡镇下辖以下地区：
蔡湾村、贾湾村、红堡村、安坪村、杜川村、后川村、李店村、刘谢村、崔刘村、西城村、小泉村、周家村、青泉村、唐杨村、倪家村、古道村、衡吴村、曹冯村、高沟村、太阳村、麦牛村、麻池村和新坪村。